# Liste der Tagfalter Österreichs
Die Liste der Tagfalter Österreichs enthält die in Österreich vorkommenden Schmetterlingsarten, die hauptsächlich tagsüber fliegen, nämlich die Tagfalter. Es werden etwa 215 Arten aufgelistet.
Das österreichische Umweltbundesamt gibt den RL-Status in der Roten Liste gefährdeter Tierarten an. In Österreich wurde im Jahr 2005 der Gefährdungsstatus der Tagfalter zuletzt evaluiert. Bei der IUCN und in der Roten Liste Österreichs gibt es folgende Gefährdungsstatus:
| Status | IUCN                                                  | Rote Liste Österreich |
| ------ | ----------------------------------------------------- | --- |
|        | ausgestorben (engl. extinct)                          | Ein Taxon gilt als ausgestorben, wenn kein begründeter Zweifel besteht, dass das letzte Individuum tot ist. Ein Taxon gilt aus ausgestorben, wenn erschöpfende Erhebungen im bekannten oder vermuteten Lebensraum, zu geeigneten Tages- und Jahreszeiten über das gesamte ehemalige Verbreitungsgebiet keine Individuennachweise erbrachten. Die Erhebungen sollten sich über einen Zeitrahmen erstrecken, die dem Lebenszyklus und Lebensformtyp des Taxons angemessen ist. |
|        | in der Natur ausgestorben (engl. extinct in the wild) | Es gibt lediglich Individuen in Kultur, in Gefangenschaft oder in eingebürgerten Populationen außerhalb des natürlichen Verbreitungsgebietes. |
| 0RE    | regional ausgestorben (engl. regionally extinct)      | Ein Taxon gilt als regional ausgestorben, wenn kein begründeter Zweifel besteht, dass das letzte fortpflanzungsfähige Individuum in Österreich tot oder verschwunden ist, oder, im Falle einer früheren Gastart, Individuen das österreichische Gebiet nicht mehr aufsuchen. |
|        | vom Aussterben bedroht (engl. critically endangered)  | 50 % Aussterbenswahrscheinlichkeit in 10 Jahren oder 3 Generationen (maximal 100 Jahre). |
|        | stark gefährdet (engl. endangered)                    | 20 % Aussterbenswahrscheinlichkeit in 20 Jahren oder 5 Generationen (maximal 100 Jahre). |
|        | gefährdet (engl. vulnerable)                          | 10 % Aussterbenswahrscheinlichkeit in 100 Jahren. |
|        | potenziell gefährdet (engl. near threatened)          | Weniger als 10 % Aussterbenswahrscheinlichkeit in 100 Jahren, aber negative Bestandsentwicklung und hohe Aussterbensgefahr in Teilen des Gebietes. |
|        | nicht gefährdet (engl. least concern)                 | Weniger als 10 % Aussterbenswahrscheinlichkeit in 100 Jahren, weitere Attribute wie unter NT treffen nicht zu. |
|        | ungenügende Datengrundlage (engl. data deficient)     | Die vorliegenden Daten lassen keine Einstufung in die einzelnen Kategorien zu. |
|        | nicht beurteilt (engl. not evaluated)                 | Die Art wurde nicht eingestuft. |

Die folgende Tabelle zeigt für jede Tagfalter-Art Österreichs, sofern vorhanden, je ein Bild mit ausgebreiteten Flügeln, ein Bild mit zusammengeklappten Flügeln, ein Bild eines Weibchens, ein Bild eines Männchens, ein Bild der Raupe und das Verbreitungsgebiet. Zusätzlich werden die deutschen Namen, die wissenschaftlichen Namen, die Erstbeschreiber (Autoren), die Wikidata-Links (die farbigen Balken) und die Gefährdungsstatus der IUCN bzw. des österreichischen Umweltbundesamts angegeben.

## Ordnung:Schmetterlinge– Lepidoptera
| in der Tabelle vorkommende Familien   |
| ------------------------------------- |
| Familie: Ritterfalter (Papilionidae)  |
| Familie: Weißlinge (Pieridae)         |
| Familie: Edelfalter (Nymphalidae)     |
| Familie: Würfelfalter (Riodinidae)    |
| Familie: Bläulinge (Lycaenidae)       |
| Familie: Dickkopffalter (Hesperiidae) |

| Bild                                  | deutscher Name | wissenschaftlicher Name, Autor und Wikidata-Link                                            | Profil mit Flügelunterseiten                | Weibchen                            | Männchen                            | Raupe                          | Verbreitungsgebiet                                                                           | IUCN-RL | RL-Status |
| ------------------------------------- | --- | ------------------------------------------------------------------------------------------- | ------------------------------------------- | ----------------------------------- | ----------------------------------- | ------------------------------ | -------------------------------------------------------------------------------------------- | ------- | --------- |
| Familie: Ritterfalter (Papilionidae)  | |                                                                                             |                                             |                                     |                                     |                                |                                                                                              |         |           |
| weitere Bilder                        | Segelfalter | Iphiclides podalirius (Linnaeus, 1758)                                                      | Iphiclides podalirius – Flügelunterseite    | Iphiclides podalirius – Weibchen    | Iphiclides podalirius – Männchen    | Iphiclides podalirius – Raupe  |                                                                                              | [ 2 ]   | NT        |
| weitere Bilder                        | Schwalbenschwanz | Papilio machaon Linnaeus, 1758                                                              | Papilio machaon – Flügelunterseite          | Papilio machaon – Weibchen          | Papilio machaon – Männchen          | Papilio machaon – Raupe        | Papilio machaon – Verbreitung                                                                | [ 3 ]   | LC        |
| weitere Bilder                        | Roter Apollo, Apollofalter | Parnassius apollo (Linnaeus, 1758)                                                          | Parnassius apollo – Flügelunterseite        | Parnassius apollo – Weibchen        | Parnassius apollo – Männchen        | Parnassius apollo – Raupe      | Parnassius apollo – Verbreitung                                                              | [ 4 ]   | NT        |
| weitere Bilder                        | Schwarzer Apollo, Schwarzer Apollofalter | Parnassius mnemosyne (Linnaeus, 1758)                                                       | Parnassius mnemosyne – Flügelunterseite     | Parnassius mnemosyne – Weibchen     | Parnassius mnemosyne – Männchen     | Parnassius mnemosyne – Raupe   |                                                                                              | [ 5 ]   | NT        |
| weitere Bilder                        | Alpenapollo, Hochalpen-Apollo, Hochalpen-Apollofalter, Alpen-Apollofalter | Parnassius phoebus (Fabricius, 1793)                                                        | Parnassius phoebus – Flügelunterseite       | Parnassius phoebus – Weibchen       | Parnassius phoebus – Männchen       |                                |                                                                                              | [ 6 ]   | NT        |
| weitere Bilder                        | Osterluzeifalter, Südlicher Osterluzeifalter | Zerynthia polyxena (Denis & Schiffermüller, 1775)                                           | Zerynthia polyxena – Flügelunterseite       | Zerynthia polyxena – Weibchen       | Zerynthia polyxena – Männchen       | Zerynthia polyxena – Raupe     |                                                                                              | [ 7 ]   | NT        |
| Familie: Weißlinge (Pieridae)         | |                                                                                             |                                             |                                     |                                     |                                |                                                                                              |         |           |
| weitere Bilder                        | Aurorafalter | Anthocharis cardamines (Linnaeus, 1758)                                                     | Anthocharis cardamines – Flügelunterseite   | Anthocharis cardamines – Weibchen   | Anthocharis cardamines – Männchen   | Anthocharis cardamines – Raupe |                                                                                              | [ 8 ]   | LC        |
| weitere Bilder                        | Baum-Weißling | Aporia crataegi (Linnaeus, 1758)                                                            | Aporia crataegi – Flügelunterseite          | Aporia crataegi – Weibchen          | Aporia crataegi – Männchen          | Aporia crataegi – Raupe        |                                                                                              | [ 9 ]   | NT        |
| weitere Bilder                        | Hufeisenklee-Gelbling, Südlicher Heufalter | Colias alfacariensis Ribbe, 1905                                                            | Colias alfacariensis – Flügelunterseite     | Colias alfacariensis – Weibchen     | Colias alfacariensis – Männchen     |                                |                                                                                              | [ 10 ]  | NT        |
| weitere Bilder                        | Hellorangegrüner Heufalter, Orangegrüner Gelbling | Colias chrysotheme (Esper, 1781)                                                            |                                             | Colias chrysotheme – Weibchen       | Colias chrysotheme – Männchen       |                                |                                                                                              | [ 11 ]  | CR        |
| weitere Bilder                        | Postillon, Wander-Gelbling, Wandergelbling, Großes Posthörnchen, Orangeroter Kleefalter, Gelbes Posthörnchen, Postillion                                                                                | Colias croceus, Syn.: Colias crocea (Geoffroy in Fourcroy, 1785)                            | Colias croceus – Flügelunterseite           | Colias croceus – Weibchen           | Colias croceus – Männchen           |                                | Colias croceus – Verbreitung                                                                 | [ 12 ]  | NE        |
| weitere Bilder                        | Steppen-Gelbling | Colias erate (Esper, 1805)                                                                  | Colias erate – Flügelunterseite             | Colias erate – Weibchen             | Colias erate – Männchen             |                                |                                                                                              | [ 13 ]  | LC        |
| weitere Bilder                        | Goldene Acht, Weißklee-Gelbling, Gemeiner Gelbling, Gelber Heufalter, Gemeiner Heufalter, Posthörnchen, Kleines Posthörnchen                                                                            | Colias hyale (Linnaeus, 1758)                                                               | Colias hyale – Flügelunterseite             | Colias hyale – Weibchen             | Colias hyale – Männchen             | Colias hyale – Raupe           |                                                                                              | [ 14 ]  | LC        |
| weitere Bilder                        | Orangeroter Heufalter, Regensburger Gelbling | Colias myrmidone (Esper, 1780)                                                              | Colias myrmidone – Flügelunterseite         | Colias myrmidone – Weibchen         | Colias myrmidone – Männchen         | Colias myrmidone – Raupe       |                                                                                              | [ 15 ]  | CR        |
| weitere Bilder                        | Hochmoorgelbling, Hochmoor-Gelbling, Zitronengelber Heufalter | Colias palaeno (Linnaeus, 1761)                                                             | Colias palaeno – Flügelunterseite           | Colias palaeno – Weibchen           | Colias palaeno – Männchen           |                                | Colias palaeno – Verbreitung                                                                 | [ 16 ]  | VU        |
| weitere Bilder                        | Alpen-Gelbling, Grünlicher Heufalter | Colias phicomone (Esper, 1780)                                                              | Colias phicomone – Flügelunterseite         | Colias phicomone – Weibchen         | Colias phicomone – Männchen         |                                | Colias phicomone – Verbreitung                                                               | [ 17 ]  | LC        |
| weitere Bilder                        | Zitronenfalter | Gonepteryx rhamni (Linnaeus, 1758)                                                          | Gonepteryx rhamni – Flügelunterseite        | Gonepteryx rhamni – Weibchen        | Gonepteryx rhamni – Männchen        | Gonepteryx rhamni – Raupe      |                                                                                              | [ 18 ]  | LC        |
| weitere Bilder                        | Östlicher Senf-Weißling | Leptidea morsei Fenton, 1881                                                                | Leptidea morsei – Flügelunterseite          | Leptidea morsei – Weibchen          | Leptidea morsei – Männchen          |                                |                                                                                              | [ 19 ]  | EN        |
| weitere Bilder                        | Reals Senfweißling, Lorkovićs Senf-Weißling | Leptidea reali (Reissinger, 1989)                                                           | Leptidea reali – Flügelunterseite           |                                     |                                     |                                |                                                                                              | [ 20 ]  | DD        |
| weitere Bilder                        | Senfweißling, Senf-Weißling, Tintenfleck-Weißling, Leguminosen-Weißling | Leptidea sinapis (Linnaeus, 1758)                                                           | Leptidea sinapis – Flügelunterseite         | Leptidea sinapis – Weibchen         | Leptidea sinapis – Männchen         |                                |                                                                                              | [ 21 ]  | DD        |
| weitere Bilder                        | Großer Kohlweißling, Großer Kohl-Weißling | Pieris brassicae (Linnaeus, 1758)                                                           | Pieris brassicae – Flügelunterseite         | Pieris brassicae – Weibchen         | Pieris brassicae – Männchen         | Pieris brassicae – Raupe       |                                                                                              | [ 22 ]  | LC        |
| weitere Bilder                        | Bergweißling, Berg-Weißling | Pieris bryoniae (Hübner, 1806)                                                              | Pieris bryoniae – Flügelunterseite          | Pieris bryoniae – Weibchen          | Pieris bryoniae – Männchen          |                                |                                                                                              | [ 23 ]  | LC        |
| weitere Bilder                        | Südöstlicher Weißling | Pieris ergane (Geyer, 1828)                                                                 | Pieris ergane – Flügelunterseite            | Pieris ergane – Weibchen            |                                     |                                |                                                                                              | [ 24 ]  | DD        |
| weitere Bilder                        | Karstweißling, Karst-Weißling | Pieris mannii (Mayer, 1851)                                                                 | Pieris mannii – Flügelunterseite            |                                     | Pieris mannii – Männchen            |                                |                                                                                              | [ 25 ]  | EN        |
| weitere Bilder                        | Rapsweißling, Grünader-Weißling, Hecken-Weißling | Pieris napi (Linnaeus, 1758)                                                                | Pieris napi – Flügelunterseite              | Pieris napi – Weibchen              | Pieris napi – Männchen              |                                |                                                                                              | [ 26 ]  | LC        |
| weitere Bilder                        | Kleiner Kohlweißling, Kleiner Kohl-Weißling | Pieris rapae (Linnaeus, 1758)                                                               | Pieris rapae – Flügelunterseite             | Pieris rapae – Weibchen             | Pieris rapae – Männchen             | Pieris rapae – Raupe           | Pieris rapae – Verbreitung                                                                   | [ 27 ]  | LC        |
| weitere Bilder                        | Alpen-Weißling | Pontia callidice (Hübner, 1800)                                                             | Pontia callidice – Flügelunterseite         |                                     |                                     |                                |                                                                                              | [ 28 ]  | NT        |
| weitere Bilder                        | Westlicher Resedaweißling, Reseda-Weißling | Pontia daplidice (Linnaeus, 1758)                                                           | Pontia daplidice – Flügelunterseite         | Pontia daplidice – Weibchen         | Pontia daplidice – Männchen         | Pontia daplidice – Raupe       |                                                                                              | [ 29 ]  | LC        |
| Familie: Edelfalter (Nymphalidae)     | |                                                                                             |                                             |                                     |                                     |                                |                                                                                              |         |           |
| weitere Bilder                        | Tagpfauenauge | Aglais io, Syn.: Inachis io (Linnaeus, 1758)                                                | Aglais io – Flügelunterseite                |                                     |                                     | Aglais io – Raupe              |                                                                                              | [ 30 ]  | LC        |
| weitere Bilder                        | Kleiner Fuchs | Aglais urticae (Linnaeus, 1758)                                                             | Aglais urticae – Flügelunterseite           | Aglais urticae – Weibchen           | Aglais urticae – Männchen           |                                | Aglais urticae – Verbreitung                                                                 | [ 31 ]  | LC        |
| weitere Bilder                        | Kleiner Schillerfalter | Apatura ilia (Denis & Schiffermüller, 1775)                                                 | Apatura ilia – Flügelunterseite             | Apatura ilia – Weibchen             | Apatura ilia – Männchen             | Apatura ilia – Raupe           |                                                                                              | [ 32 ]  | NT        |
| weitere Bilder                        | Großer Schillerfalter | Apatura iris (Linnaeus, 1758)                                                               | Apatura iris – Flügelunterseite             | Apatura iris – Weibchen             | Apatura iris – Männchen             | Apatura iris – Raupe           |                                                                                              | [ 33 ]  | LC        |
| weitere Bilder                        | Donau-Schillerfalter, Östlicher Schillerfalter | Apatura metis Freyer, 1829                                                                  | Apatura metis – Flügelunterseite            |                                     |                                     |                                |                                                                                              | [ 34 ]  | DD        |
| weitere Bilder                        | Brauner Waldvogel, Schornsteinfeger | Aphantopus hyperantus (Linnaeus, 1758)                                                      | Aphantopus hyperantus – Flügelunterseite    |                                     | Aphantopus hyperantus – Männchen    | Aphantopus hyperantus – Raupe  |                                                                                              | [ 35 ]  | LC        |
| weitere Bilder                        | Landkärtchen, Landkärtchenfalter, Netzfalter, Gitterfalter | Araschnia levana (Linnaeus, 1758)                                                           | Araschnia levana – Flügelunterseite         |                                     |                                     |                                | Araschnia levana – Verbreitung                                                               | [ 36 ]  | LC        |
| weitere Bilder                        | Rotbindiger Samtfalter, Rostbindiger Samtfalter | Arethusana arethusa (Denis & Schiffermüller, 1775)                                          | Arethusana arethusa – Flügelunterseite      |                                     | Arethusana arethusa – Männchen      |                                |                                                                                              | [ 37 ]  | EN        |
| weitere Bilder                        | Kardinal, Grüner Silberstrich | Argynnis pandora (Denis & Schiffermüller, 1775)                                             | Argynnis pandora – Flügelunterseite         | Argynnis pandora – Weibchen         | Argynnis pandora – Männchen         |                                |                                                                                              | [ 38 ]  | NE        |
| weitere Bilder                        | Kaisermantel, Silberstrich | Argynnis paphia (Linnaeus, 1758)                                                            | Argynnis paphia – Flügelunterseite          | Argynnis paphia – Weibchen          | Argynnis paphia – Männchen          | Argynnis paphia – Raupe        |                                                                                              | [ 39 ]  | LC        |
| weitere Bilder                        | Hochmoor-Perlmuttfalter, Hochmoor-Perlmutterfalter | Boloria aquilonaris (Stichel, 1908)                                                         | Boloria aquilonaris – Flügelunterseite      |                                     |                                     | Boloria aquilonaris – Raupe    |                                                                                              | [ 40 ]  | EN        |
| weitere Bilder                        | Magerrasen-Perlmuttfalter, Magerrasen-Perlmutterfalter, Hainveilchen-Perlmuttfalter | Boloria dia (Linnaeus, 1767)                                                                | Boloria dia – Flügelunterseite              |                                     |                                     |                                |                                                                                              | [ 41 ]  | LC        |
| weitere Bilder                        | Randring-Perlmuttfalter, Randring-Perlmutterfalter | Boloria eunomia, Syn.: Proclossiana eunomia (Esper, 1799)                                   | Boloria eunomia – Flügelunterseite          |                                     |                                     | Boloria eunomia – Raupe        |                                                                                              | [ 42 ]  | EN        |
| weitere Bilder                        | Silberfleck-Perlmuttfalter, Silberfleck-Perlmutterfalter, Veilchen-Perlmuttfalter | Boloria euphrosyne (Linnaeus, 1758)                                                         | Boloria euphrosyne – Flügelunterseite       | Boloria euphrosyne – Weibchen       | Boloria euphrosyne – Männchen       |                                |                                                                                              | [ 43 ]  | LC        |
| weitere Bilder                        | Ähnlicher Perlmuttfalter, Ähnlicher Perlmutterfalter | Boloria napaea (Hoffmannsegg, 1804)                                                         | Boloria napaea – Flügelunterseite           | Boloria napaea – Weibchen           | Boloria napaea – Männchen           |                                |                                                                                              | [ 44 ]  | NT        |
| weitere Bilder                        | Alpenmatten-Perlmuttfalter, Hochalpen-Perlmutterfalter, Hochalpen-Perlmuttfalter | Boloria pales (Denis & Schiffermüller, 1775)                                                | Boloria pales – Flügelunterseite            |                                     | Boloria pales – Männchen            |                                |                                                                                              | [ 45 ]  | LC        |
| weitere Bilder                        | Braunfleckiger Perlmuttfalter, Braunfleckiger Perlmutterfalter, Sumpfwiesen-Perlmuttfalter | Boloria selene (Denis & Schiffermüller, 1775)                                               | Boloria selene – Flügelunterseite           | Boloria selene – Weibchen           | Boloria selene – Männchen           |                                |                                                                                              | [ 46 ]  | LC        |
| weitere Bilder                        | Alpen-Perlmuttfalter, Alpen-Perlmutterfalter, Bergwald-Perlmuttfalter | Boloria thore (Hübner, 1803)                                                                | Boloria thore – Flügelunterseite            |                                     | Boloria thore – Männchen            |                                |                                                                                              | [ 47 ]  | VU        |
| weitere Bilder                        | Natterwurz-Perlmutterfalter | Boloria titania (Esper, 1793)                                                               | Boloria titania – Flügelunterseite          |                                     |                                     |                                |                                                                                              | [ 48 ]  | NT        |
| weitere Bilder                        | Brombeer-Perlmuttfalter, Brombeer-Perlmutterfalter | Brenthis daphne (Denis & Schiffermüller, 1775)                                              | Brenthis daphne – Flügelunterseite          |                                     |                                     | Brenthis daphne – Raupe        | Brenthis daphne – Verbreitung                                                                | [ 49 ]  | LC        |
| weitere Bilder                        | Saumfleck-Perlmuttfalter, Saumfleck-Perlmutterfalter | Brenthis hecate (Denis & Schiffermüller, 1775)                                              | Brenthis hecate – Flügelunterseite          |                                     |                                     |                                |                                                                                              | [ 50 ]  | CR        |
| weitere Bilder                        | Mädesüß-Perlmuttfalter, Mädesüß-Perlmutterfalter | Brenthis ino (Rottemburg, 1775)                                                             | Brenthis ino – Flügelunterseite             |                                     |                                     | Brenthis ino – Raupe           |                                                                                              | [ 51 ]  | LC        |
| weitere Bilder                        | Weißer Waldportier | Brintesia circe (Fabricius, 1775)                                                           | Brintesia circe – Flügelunterseite          | Brintesia circe – Weibchen          | Brintesia circe – Männchen          |                                |                                                                                              | [ 52 ]  | LC        |
| weitere Bilder                        | Berghexe | Chazara briseis (Linnaeus, 1764)                                                            | Chazara briseis – Flügelunterseite          |                                     |                                     |                                |                                                                                              | [ 53 ]  | CR        |
| weitere Bilder                        | Weißbindiges Wiesenvögelchen, Perlgrasfalter | Coenonympha arcania (Linnaeus, 1761)                                                        | Coenonympha arcania – Flügelunterseite      | Coenonympha arcania – Weibchen      | Coenonympha arcania – Männchen      |                                |                                                                                              | [ 54 ]  | LC        |
| weitere Bilder                        | Alpen-Wiesenvögelchen, Alpen-Heufalter | Coenonympha gardetta (Prunner, 1798)                                                        | Coenonympha gardetta – Flügelunterseite     |                                     |                                     |                                |                                                                                              | [ 55 ]  | LC        |
| weitere Bilder                        | Rotbraunes Wiesenvögelchen | Coenonympha glycerion (Borkhausen, 1788)                                                    | Coenonympha glycerion – Flügelunterseite    |                                     | Coenonympha glycerion – Männchen    |                                |                                                                                              | [ 56 ]  | LC        |
| weitere Bilder                        | Wald-Wiesenvögelchen | Coenonympha hero (Linnaeus, 1761)                                                           | Coenonympha hero – Flügelunterseite         |                                     | Coenonympha hero – Männchen         |                                |                                                                                              | [ 57 ]  | DD        |
| weitere Bilder                        | Stromtal-Wiesenvögelchen, Moor-Wiesenvögelchen | Coenonympha oedippus (Fabricius, 1787)                                                      | Coenonympha oedippus – Flügelunterseite     |                                     |                                     |                                |                                                                                              | [ 58 ]  | CR        |
| weitere Bilder                        | Kleines Wiesenvögelchen, Kleiner Heufalter | Coenonympha pamphilus (Linnaeus, 1758)                                                      | Coenonympha pamphilus – Flügelunterseite    | Coenonympha pamphilus – Weibchen    | Coenonympha pamphilus – Männchen    | Coenonympha pamphilus – Raupe  |                                                                                              | [ 59 ]  | LC        |
| weitere Bilder                        | Großes Wiesenvögelchen | Coenonympha tullia (O. F. Müller, 1764)                                                     | Coenonympha tullia – Flügelunterseite       |                                     |                                     |                                | Coenonympha tullia – Verbreitung in Europa · Coenonympha tullia – Verbreitung in Nordamerika | [ 60 ]  | VU        |
| weitere Bilder                        | Graubindiger Mohrenfalter, Trockenrasenwald-Mohr, Wald-Mohrenfalter, Mohrenfalter, Waldteufel | Erebia aethiops (Esper, 1777)                                                               | Erebia aethiops – Flügelunterseite          | Erebia aethiops – Weibchen          | Erebia aethiops – Männchen          | Erebia aethiops – Raupe        |                                                                                              | [ 61 ]  | LC        |
| weitere Bilder                        | Gelbäugiger Mohrenfalter | Erebia alberganus, Syn.: Erebia albergana (Prunner, 1798)                                   | Erebia alberganus – Flügelunterseite        |                                     | Erebia alberganus – Männchen        |                                |                                                                                              | [ 62 ]  | NT        |
| weitere Bilder                        | Karawanken-Mohrenfalter, Lorkovićs Mohrenfalter | Erebia calcarius, Syn.: Erebia calcaria Lorković, 1949                                      | Erebia calcaria – Flügelunterseite          |                                     |                                     |                                |                                                                                              | [ 63 ]  | DD        |
| weitere Bilder                        | Schillernder Mohrenfalter | Erebia cassioides (Reiner & Hohenwarth, 1792)                                               | Erebia cassioides – Flügelunterseite        |                                     |                                     |                                | Erebia cassioides – Verbreitung                                                              | [ 64 ]  | LC        |
| weitere Bilder                        | Weißpunktierter Mohrenfalter | Erebia claudina (Borkhausen, 1789)                                                          |                                             |                                     |                                     |                                |                                                                                              | [ 65 ]  | NT        |
| weitere Bilder                        | Knochs Mohrenfalter, Brocken-Mohrenfalter, Kleiner Brocken-Mohrenfalter, Borstgras-Bergmohr | Erebia epiphron (Knoch, 1783)                                                               | Erebia epiphron – Flügelunterseite          |                                     |                                     |                                |                                                                                              | [ 66 ]  | NT        |
| weitere Bilder                        | Ähnlicher Mohrenfalter | Erebia eriphyle (Freyer, 1836)                                                              |                                             | Erebia eriphyle – Weibchen          | Erebia eriphyle – Männchen          |                                |                                                                                              | [ 67 ]  | NT        |
| weitere Bilder                        | Weißbindiger Bergwald-Mohrenfalter, Berg-Mohrenfalter | Erebia euryale (Esper, 1805)                                                                | Erebia euryale – Flügelunterseite           | Erebia euryale – Weibchen           | Erebia euryale – Männchen           |                                |                                                                                              | [ 68 ]  | LC        |
| weitere Bilder                        | Gelbbindiger Mohrenfalter | Erebia flavofasciata Heyne, 1895                                                            | Erebia flavofasciata – Flügelunterseite     |                                     |                                     |                                |                                                                                              | [ 69 ]  | DD        |
| weitere Bilder                        | Seidenglanz-Mohrenfalter, Felsen-Mohrenfalter, Gorge-Mohrenfalter | Erebia gorge (Hübner, 1804)                                                                 |                                             |                                     |                                     |                                |                                                                                              | [ 70 ]  | LC        |
| weitere Bilder                        | Weißbindiger Mohrenfalter, Großer Mohrenfalter, Rostbindiger Mohrenfalter, Waldhochgrasflur-Weißsprenkelmohr, Milchfleck, Weißband-Mohrenfalter, Waldmohrenfalter                                       | Erebia ligea (Linnaeus, 1758)                                                               | Erebia ligea – Flügelunterseite             | Erebia ligea – Weibchen             |                                     |                                |                                                                                              | [ 71 ]  | LC        |
| weitere Bilder                        | Gelbgefleckter Mohrenfalter | Erebia manto (Denis & Schiffermüller, 1775)                                                 | Erebia manto – Flügelunterseite             | Erebia manto – Weibchen             | Erebia manto – Männchen             |                                |                                                                                              | [ 72 ]  | LC        |
| weitere Bilder                        | Rundaugen-Mohrenfalter, Frühlings-Mohrenfalter | Erebia medusa (Denis & Schiffermüller, 1775)                                                | Erebia medusa – Flügelunterseite            |                                     |                                     |                                |                                                                                              | [ 73 ]  | NT        |
| weitere Bilder                        | Kleiner Mohrenfalter | Erebia melampus (Füssly, 1775)                                                              | Erebia melampus – Flügelunterseite          |                                     |                                     |                                |                                                                                              | [ 74 ]  | LC        |
| weitere Bilder                        | Gelbbindiger Mohrenfalter | Erebia meolans (Prunner, 1798)                                                              | Erebia meolans – Flügelunterseite           |                                     |                                     |                                |                                                                                              | [ 75 ]  | VU        |
| weitere Bilder                        | Blindpunkt-Mohrenfalter | Erebia mnestra (Hübner, 1804)                                                               | Erebia mnestra – Flügelunterseite           |                                     |                                     |                                |                                                                                              | [ 76 ]  | NT        |
| weitere Bilder                        | Marmorierter Mohrenfalter | Erebia montana (Prunner, 1798)                                                              | Erebia montana – Flügelunterseite           |                                     |                                     |                                |                                                                                              | [ 77 ]  | NT        |
| weitere Bilder                        | Großglockner-Mohrenfalter | Erebia nivalis Lorković & Lesse, 1954                                                       |                                             |                                     |                                     |                                |                                                                                              | [ 78 ]  | LC        |
| weitere Bilder                        | Doppelaugen-Mohrenfalter | Erebia oeme (Hübner, 1804)                                                                  |                                             | Erebia oeme – Weibchen              | Erebia oeme – Männchen              |                                |                                                                                              | [ 79 ]  | LC        |
| weitere Bilder                        | Graubrauner Mohrenfalter | Erebia pandrose (Borkhausen, 1788)                                                          | Erebia pandrose – Flügelunterseite          |                                     |                                     |                                |                                                                                              | [ 80 ]  | LC        |
| weitere Bilder                        | Unpunktierter Mohrenfalter | Erebia pharte (Hübner, 1804)                                                                | Erebia pharte – Flügelunterseite            | Erebia pharte – Weibchen            |                                     |                                |                                                                                              | [ 81 ]  | LC        |
| weitere Bilder                        | Eismohrenfalter, Eis-Mohrenfalter | Erebia pluto (Prunner, 1798)                                                                |                                             |                                     |                                     |                                |                                                                                              | [ 82 ]  | LC        |
| weitere Bilder                        | Wasser-Mohrenfalter, Pronoe-Mohrenfalter, Quellen-Mohrenfalter | Erebia pronoe (Esper, 1780)                                                                 |                                             | Erebia pronoe – Weibchen            | Erebia pronoe – Männchen            |                                |                                                                                              | [ 83 ]  | LC        |
| weitere Bilder                        | Steirischer Mohrenfalter | Erebia stirius, Syn.: Erebia stiria (Godart, 1824)                                          | Erebia stirius – Flügelunterseite           |                                     |                                     |                                |                                                                                              | [ 84 ]  | DD        |
| weitere Bilder                        | Styx-Mohrenfalter | Erebia styx (Freyer, 1834)                                                                  | Erebia styx – Flügelunterseite              |                                     |                                     |                                |                                                                                              | [ 85 ]  | DD        |
| weitere Bilder                        | Sudeten-Mohrenfalter | Erebia sudetica Staudinger, 1861                                                            | Erebia sudetica – Flügelunterseite          |                                     |                                     |                                |                                                                                              | [ 86 ]  | DD        |
| weitere Bilder                        | Prunners Mohrenfalter | Erebia triarius, Syn.: Erebia triaria (Prunner, 1798)                                       | Erebia triarius – Flügelunterseite          |                                     | Erebia triarius – Männchen          |                                |                                                                                              | [ 87 ]  | DD        |
| weitere Bilder                        | Schillernder Mohrenfalter, Schweizer Mohrenfalter, Schweizer Schillernder Mohrenfalter | Erebia tyndarus (Esper, 1781)                                                               | Erebia tyndarus – Flügelunterseite          |                                     |                                     |                                |                                                                                              | [ 88 ]  | LC        |
| weitere Bilder                        | Skabiosen-Scheckenfalter, Goldener Scheckenfalter, Abbiss-Scheckenfalter | Euphydryas aurinia (Rottemburg, 1775)                                                       | Euphydryas aurinia – Flügelunterseite       | Euphydryas aurinia – Weibchen       | Euphydryas aurinia – Männchen       |                                |                                                                                              | [ 89 ]  | NT        |
| weitere Bilder                        | Veilchen-Scheckenfalter | Euphydryas cynthia (Denis & Schiffermüller, 1775)                                           | Euphydryas cynthia – Flügelunterseite       | Euphydryas cynthia – Weibchen       | Euphydryas cynthia – Männchen       |                                |                                                                                              | [ 90 ]  | LC        |
| weitere Bilder der Art                | Alpen-Scheckenfalter | Euphydryas intermedia wolfensbergeri (Frey, 1880)                                           |                                             |                                     |                                     |                                |                                                                                              | Art:    | DD        |
| weitere Bilder                        | Maivogel, Kleiner Maivogel, Eschen-Scheckenfalter | Euphydryas maturna (Linnaeus, 1758)                                                         | Euphydryas maturna – Flügelunterseite       |                                     |                                     |                                |                                                                                              | [ 92 ]  | EN        |
| weitere Bilder                        | Feuriger Perlmuttfalter, Feuriger Perlmutterfalter, Adippe-Perlmutterfalter, Feuriger Waldhügelland-Perlmutterfalter, Märzveilchenfalter, Märzveilchen-Perlmutterfalter, Hundsveilchen-Perlmutterfalter | Fabriciana adippe, Syn.: Argynnis adippe (Denis & Schiffermüller, 1775)                     | Fabriciana adippe – Flügelunterseite        | Fabriciana adippe – Weibchen        | Fabriciana adippe – Männchen        |                                |                                                                                              | [ 93 ]  | NT        |
| weitere Bilder                        | Mittlerer Perlmuttfalter, Mittlerer Perlmutterfalter | Fabriciana niobe, Syn.: Argynnis niobe (Linnaeus, 1758)                                     | Fabriciana niobe – Flügelunterseite         |                                     |                                     |                                |                                                                                              | [ 94 ]  | NT        |
| weitere Bilder                        | Großer Waldportier | Hipparchia fagi (Scopoli, 1763)                                                             | Hipparchia fagi – Flügelunterseite          | Hipparchia fagi – Weibchen          | Hipparchia fagi – Männchen          |                                |                                                                                              | [ 95 ]  | EN        |
| weitere Bilder                        | Kleiner Waldportier | Hipparchia hermione (Linnaeus, 1764)                                                        | Hipparchia hermione – Flügelunterseite      |                                     | Hipparchia hermione – Männchen      |                                |                                                                                              | [ 96 ]  | EN        |
| weitere Bilder                        | Ockerbindiger Samtfalter, Rostbinde | Hipparchia semele (Linnaeus, 1758)                                                          | Hipparchia semele – Flügelunterseite        | Hipparchia semele – Weibchen        | Hipparchia semele – Männchen        | Hipparchia semele – Raupe      |                                                                                              | [ 97 ]  | EN        |
| weitere Bilder                        | Eisenfarbiger Samtfalter, Kleine Rostbinde | Hipparchia statilinus (Hufnagel, 1766)                                                      | Hipparchia statilinus – Flügelunterseite    | Hipparchia statilinus – Weibchen    | Hipparchia statilinus – Männchen    |                                | Hipparchia statilinus – Verbreitung                                                          | [ 98 ]  | CR        |
| weitere Bilder                        | Kleines Ochsenauge | Hyponephele lycaon (Rottemburg, 1775)                                                       | Hyponephele lycaon – Flügelunterseite       |                                     |                                     |                                |                                                                                              | [ 99 ]  | CR        |
| weitere Bilder                        | Kleiner Perlmuttfalter, Kleiner Perlmutterfalter | Issoria lathonia (Linnaeus, 1758)                                                           | Issoria lathonia – Flügelunterseite         | Issoria lathonia – Weibchen         | Issoria lathonia – Männchen         | Issoria lathonia – Raupe       |                                                                                              | [ 100 ] | LC        |
| weitere Bilder                        | Braunauge | Lasiommata maera (Linnaeus, 1758)                                                           | Lasiommata maera – Flügelunterseite         | Lasiommata maera – Weibchen         | Lasiommata maera – Männchen         |                                |                                                                                              | [ 101 ] | LC        |
| weitere Bilder                        | Mauerfuchs | Lasiommata megera (Linnaeus, 1767)                                                          | Lasiommata megera – Flügelunterseite        | Lasiommata megera – Weibchen        | Lasiommata megera – Männchen        |                                |                                                                                              | [ 102 ] | LC        |
| weitere Bilder                        | Braunscheckauge, Kleines Braunauge | Lasiommata petropolitana (Fabricius, 1787)                                                  | Lasiommata petropolitana – Flügelunterseite | Lasiommata petropolitana – Weibchen | Lasiommata petropolitana – Männchen |                                |                                                                                              | [ 103 ] | LC        |
| weitere Bilder                        | Zürgelbaumfalter, Zürgelbaum-Schnauzenfalter | Libythea celtis (Laicharting, 1782)                                                         | Libythea celtis – Flügelunterseite          |                                     | Libythea celtis – Männchen          | Libythea celtis – Raupe        |                                                                                              | [ 104 ] | NE        |
| weitere Bilder                        | Kleiner Eisvogel, Kleiner Eisfalter | Limenitis camilla (Linnaeus, 1764)                                                          | Limenitis camilla – Flügelunterseite        |                                     |                                     | Limenitis camilla – Raupe      |                                                                                              | [ 105 ] | LC        |
| weitere Bilder                        | Großer Eisvogel | Limenitis populi (Linnaeus, 1758)                                                           | Limenitis populi – Flügelunterseite         | Limenitis populi – Weibchen         | Limenitis populi – Männchen         |                                |                                                                                              | [ 106 ] | VU        |
| weitere Bilder                        | Blauschwarzer Eisvogel | Limenitis reducta Staudinger, 1901                                                          | Limenitis reducta – Flügelunterseite        |                                     |                                     |                                |                                                                                              | [ 107 ] | EN        |
| weitere Bilder                        | Gelbringfalter | Lopinga achine (Scopoli, 1763)                                                              | Lopinga achine – Flügelunterseite           |                                     | Lopinga achine – Männchen           |                                |                                                                                              | [ 108 ] | EN        |
| weitere Bilder                        | Großes Ochsenauge | Maniola jurtina (Linnaeus, 1758)                                                            | Maniola jurtina – Flügelunterseite          | Maniola jurtina – Weibchen          | Maniola jurtina – Männchen          | Maniola jurtina – Raupe        |                                                                                              | [ 109 ] | LC        |
| weitere Bilder                        | Schachbrett | Melanargia galathea (Linnaeus, 1758)                                                        | Melanargia galathea – Flügelunterseite      | Melanargia galathea – Weibchen      | Melanargia galathea – Männchen      |                                |                                                                                              | [ 110 ] | LC        |
| weitere Bilder                        | Kleiner Scheckenfalter | Melitaea asteria Freyer, 1828                                                               | Melitaea asteria – Flügelunterseite         |                                     |                                     |                                |                                                                                              | [ 111 ] | NT        |
| weitere Bilder                        | Wachtelweizen-Scheckenfalter, Gemeiner Scheckenfalter | Melitaea athalia (Rottemburg, 1775)                                                         | Melitaea athalia – Flügelunterseite         | Melitaea athalia – Weibchen         | Melitaea athalia – Männchen         | Melitaea athalia – Raupe       |                                                                                              | [ 112 ] | LC        |
| weitere Bilder                        | Ehrenpreis-Scheckenfalter | Melitaea aurelia Nickerl, 1850                                                              | Melitaea aurelia – Flügelunterseite         |                                     | Melitaea aurelia – Männchen         |                                |                                                                                              | [ 113 ] | VU        |
| weitere Bilder                        | Östlicher Scheckenfalter | Melitaea britomartis Assmann, 1847                                                          | Melitaea britomartis – Flügelunterseite     |                                     |                                     |                                |                                                                                              | [ 114 ] | EN        |
| weitere Bilder                        | Wegerich-Scheckenfalter | Melitaea cinxia (Linnaeus, 1758)                                                            | Melitaea cinxia – Flügelunterseite          |                                     |                                     | Melitaea cinxia – Raupe        |                                                                                              | [ 115 ] | VU        |
| weitere Bilder                        | Baldrian-Scheckenfalter, Silberscheckenfalter | Melitaea diamina (Lang, 1789)                                                               | Melitaea diamina – Flügelunterseite         | Melitaea diamina – Weibchen         | Melitaea diamina – Männchen         |                                |                                                                                              | [ 116 ] | NT        |
| weitere Bilder                        | Roter Scheckenfalter | Melitaea didyma (Esper, 1778)                                                               | Melitaea didyma – Flügelunterseite          | Melitaea didyma – Weibchen          | Melitaea didyma – Männchen          | Melitaea didyma – Raupe        |                                                                                              | [ 117 ] | VU        |
| weitere Bilder                        | Westlicher Scheckenfalter | Melitaea parthenoides (Keferstein, 1851)                                                    | Melitaea parthenoides – Flügelunterseite    | Melitaea parthenoides – Weibchen    | Melitaea parthenoides – Männchen    |                                | Melitaea parthenoides – Verbreitung                                                          | [ 118 ] | DD        |
| weitere Bilder                        | Flockenblumen-Scheckenfalter | Melitaea phoebe (Denis & Schiffermüller, 1775)                                              | Melitaea phoebe – Flügelunterseite          | Melitaea phoebe – Weibchen          | Melitaea phoebe – Männchen          | Melitaea phoebe – Raupe        |                                                                                              | [ 119 ] | VU        |
| weitere Bilder                        | Bräunlicher Scheckenfalter | Melitaea trivia (Denis & Schiffermüller, 1775)                                              | Melitaea trivia – Flügelunterseite          | Melitaea trivia – Weibchen          | Melitaea trivia – Männchen          | Melitaea trivia – Raupe        |                                                                                              | [ 120 ] | EN        |
| weitere Bilder                        | Bündner Scheckenfalter | Melitaea varia Meyer-Dür, 1851                                                              | Melitaea varia – Flügelunterseite           | Melitaea varia – Weibchen           | Melitaea varia – Männchen           |                                |                                                                                              | [ 121 ] | NT        |
| weitere Bilder                        | Blauäugiger Waldportier, Blaukernauge | Minois dryas (Scopoli, 1763)                                                                | Minois dryas – Flügelunterseite             | Minois dryas – Weibchen             | Minois dryas – Männchen             |                                |                                                                                              | [ 122 ] | NT        |
| weitere Bilder                        | Schwarzer Trauerfalter | Neptis rivularis (Scopoli, 1763)                                                            | Neptis rivularis – Flügelunterseite         |                                     | Neptis rivularis – Männchen         |                                |                                                                                              | [ 123 ] | NT        |
| weitere Bilder                        | Schwarzbrauner Trauerfalter | Neptis sappho (Pallas, 1771)                                                                | Neptis sappho – Flügelunterseite            |                                     |                                     |                                |                                                                                              | [ 124 ] | VU        |
| weitere Bilder                        | Trauermantel | Nymphalis antiopa (Linnaeus, 1758)                                                          | Nymphalis antiopa – Flügelunterseite        |                                     | Nymphalis antiopa – Männchen        | Nymphalis antiopa – Raupe      |                                                                                              | [ 125 ] | LC        |
| weitere Bilder                        | Großer Fuchs | Nymphalis polychloros (Linnaeus, 1758)                                                      | Nymphalis polychloros – Flügelunterseite    |                                     | Nymphalis polychloros – Männchen    | Nymphalis polychloros – Raupe  |                                                                                              | [ 126 ] | NT        |
| weitere Bilder                        | Weißes L | Nymphalis vaualbum, Syn.: Nymphalis l-album (Denis & Schiffermüller, 1775)                  | Nymphalis vaualbum – Flügelunterseite       |                                     |                                     |                                |                                                                                              | [ 127 ] | CR        |
| weitere Bilder                        | Östlicher Großer Fuchs, Großer Feuerfuchs, Bachweiden-Auen-Prachtfalter, Bastard-Fuchs, Bastardfuchs | Nymphalis xanthomelas (Esper, 1781)                                                         | Nymphalis xanthomelas – Flügelunterseite    |                                     |                                     | Nymphalis xanthomelas – Raupe  |                                                                                              | [ 128 ] | RE        |
| weitere Bilder                        | Gletscherfalter | Oeneis glacialis (Moll, 1783)                                                               | Oeneis glacialis – Flügelunterseite         |                                     |                                     |                                |                                                                                              | [ 129 ] | LC        |
| weitere Bilder                        | Waldbrettspiel | Pararge aegeria (Linnaeus, 1758)                                                            | Pararge aegeria – Flügelunterseite          | Pararge aegeria – Weibchen          | Pararge aegeria – Männchen          | Pararge aegeria – Raupe        |                                                                                              | [ 130 ] | LC        |
| weitere Bilder                        | C-Falter | Polygonia c-album (Linnaeus, 1758)                                                          | Polygonia c-album – Flügelunterseite        | Polygonia c-album – Weibchen        | Polygonia c-album – Männchen        | Polygonia c-album – Raupe      |                                                                                              | [ 131 ] | LC        |
| weitere Bilder                        | Weißkernauge, Südlicher Waldportier | Satyrus ferula (Fabricius, 1793)                                                            | Satyrus ferula – Flügelunterseite           | Satyrus ferula – Weibchen           | Satyrus ferula – Männchen           |                                |                                                                                              | [ 132 ] | NE        |
| weitere Bilder                        | Großer Perlmuttfalter, Großer Perlmutterfalter | Speyeria aglaja, Syn.: Argynnis aglaja (Linnaeus, 1758)                                     | Speyeria aglaja – Flügelunterseite          | Speyeria aglaja – Weibchen          | Speyeria aglaja – Männchen          |                                |                                                                                              | [ 133 ] | LC        |
| weitere Bilder                        | Admiral | Vanessa atalanta (Linnaeus, 1758)                                                           | Vanessa atalanta – Flügelunterseite         | Vanessa atalanta – Weibchen         | Vanessa atalanta – Männchen         | Vanessa atalanta – Raupe       |                                                                                              | [ 134 ] | LC        |
| weitere Bilder                        | Distelfalter | Vanessa cardui (Linnaeus, 1758)                                                             | Vanessa cardui – Flügelunterseite           |                                     |                                     | Vanessa cardui – Raupe         | Vanessa cardui – Verbreitung                                                                 | [ 135 ] | NE        |
| Familie: Würfelfalter (Riodinidae)    | |                                                                                             |                                             |                                     |                                     |                                |                                                                                              |         |           |
| weitere Bilder                        | Schlüsselblumen-Würfelfalter, Perlbinde | Hamearis lucina (Linnaeus, 1758)                                                            | Hamearis lucina – Flügelunterseite          | Hamearis lucina – Weibchen          | Hamearis lucina – Männchen          |                                |                                                                                              | [ 136 ] | LC        |
| Familie: Bläulinge (Lycaenidae)       | |                                                                                             |                                             |                                     |                                     |                                |                                                                                              |         |           |
| weitere Bilder                        | Dunkler Alpenbläuling, Dunkler Alpen-Bläuling | Agriades glandon, Syn.: Plebejus glandon (Prunner, 1798)                                    | Agriades glandon – Flügelunterseite         |                                     |                                     |                                |                                                                                              | [ 137 ] | NT        |
| weitere Bilder                        | Hochmoor-Bläuling, Moor-Heidelbeeren-Bläuling | Agriades optilete, Syn.: Plebejus optilete (Knoch, 1781)                                    | Agriades optilete – Flügelunterseite        |                                     | Agriades optilete – Männchen        |                                |                                                                                              | [ 138 ] | VU        |
| weitere Bilder                        | Heller Alpenbläuling, Heller Alpen-Bläuling | Agriades orbitulus, Syn.: Plebejus orbitulus (Prunner, 1798)                                | Agriades orbitulus – Flügelunterseite       | Agriades orbitulus – Weibchen       | Agriades orbitulus – Männchen       |                                |                                                                                              | [ 139 ] | NT        |
| weitere Bilder                        | Kleiner Sonnenröschen-Bläuling, Dunkelbrauner Bläuling, Heidenwiesenbräunling | Aricia agestis (Denis & Schiffermüller, 1775)                                               | Aricia agestis – Flügelunterseite           |                                     |                                     | Aricia agestis – Raupe         |                                                                                              | [ 140 ] | NT        |
| weitere Bilder                        | Großer Sonnenröschen-Bläuling | Aricia artaxerxes (Fabricius, 1793)                                                         | Aricia artaxerxes – Flügelunterseite        | Aricia artaxerxes – Weibchen        | Aricia artaxerxes – Männchen        |                                |                                                                                              | [ 141 ] | NT        |
| weitere Bilder                        | Grüner Zipfelfalter, Brombeer-Zipfelfalter | Callophrys rubi (Linnaeus, 1758)                                                            | Callophrys rubi – Flügelunterseite          | Callophrys rubi – Weibchen          | Callophrys rubi – Männchen          | Callophrys rubi – Raupe        |                                                                                              | [ 142 ] | LC        |
| weitere Bilder                        | Faulbaum-Bläuling, Garten-Bläuling | Celastrina argiolus (Linnaeus, 1758)                                                        | Celastrina argiolus – Flügelunterseite      | Celastrina argiolus – Weibchen      | Celastrina argiolus – Männchen      | Celastrina argiolus – Raupe    |                                                                                              | [ 143 ] | LC        |
| weitere Bilder                        | Südlicher Kurzgeschwänzter Bläuling, Südlicher Kurzschwänziger Bläuling | Cupido alcetas (Hoffmannsegg, 1804)                                                         | Cupido alcetas – Flügelunterseite           |                                     |                                     |                                |                                                                                              | [ 144 ] | DD        |
| weitere Bilder                        | Kurzschwänziger Bläuling | Cupido argiades (Pallas, 1771)                                                              | Cupido argiades – Flügelunterseite          | Cupido argiades – Weibchen          | Cupido argiades – Männchen          |                                |                                                                                              | [ 145 ] | LC        |
| weitere Bilder                        | Östlicher Kurzschwänziger Bläuling | Cupido decolorata, Syn.: Cupido decoloratus (Staudinger, 1886)                              | Cupido decolorata – Flügelunterseite        | Cupido decolorata – Weibchen        | Cupido decolorata – Männchen        |                                |                                                                                              | [ 146 ] | LC        |
| weitere Bilder                        | Zwerg-Bläuling | Cupido minimus (Füssly, 1775)                                                               | Cupido minimus – Flügelunterseite           | Cupido minimus – Weibchen           | Cupido minimus – Männchen           | Cupido minimus – Raupe         |                                                                                              | [ 147 ] | LC        |
| weitere Bilder                        | Kleiner Alpen-Bläuling | Cupido osiris (Meigen, 1829)                                                                | Cupido osiris – Flügelunterseite            | Cupido osiris – Weibchen            |                                     |                                |                                                                                              | [ 148 ] | CR        |
| weitere Bilder                        | Rotklee-Bläuling, Violetter Waldbläuling | Cyaniris semiargus, Syn.: Polyommatus semiargus (Rottemburg, 1775)                          | Cyaniris semiargus – Flügelunterseite       | Cyaniris semiargus – Weibchen       | Cyaniris semiargus – Männchen       |                                |                                                                                              | [ 149 ] | LC        |
| weitere Bilder                        | Storchschnabel-Bläuling, Schwarzbrauner Bläuling | Eumedonia eumedon, Syn.: Aricia eumedon (Esper, 1780)                                       | Eumedonia eumedon – Flügelunterseite        | Eumedonia eumedon – Weibchen        |                                     |                                |                                                                                              | [ 150 ] | NT        |
| weitere Bilder                        | Blauer Eichen-Zipfelfalter | Favonius quercus, Syn.: Neozephyrus quercus (Linnaeus, 1758)                                | Favonius quercus – Flügelunterseite         | Favonius quercus – Weibchen         | Favonius quercus – Männchen         | Favonius quercus – Raupe       |                                                                                              | [ 151 ] | NT        |
| weitere Bilder                        | Alexis-Bläuling | Glaucopsyche alexis (Poda, 1761)                                                            | Glaucopsyche alexis – Flügelunterseite      |                                     | Glaucopsyche alexis – Männchen      |                                |                                                                                              | [ 152 ] | VU        |
| weitere Bilder                        | Blasenstrauch-Bläuling | Iolana iolas (Ochsenheimer, 1816)                                                           | Iolana iolas – Flügelunterseite             |                                     |                                     | Iolana iolas – Raupe           | Iolana iolas – Verbreitung                                                                   | [ 153 ] | NE        |
| weitere Bilder                        | Großer Wanderbläuling, Großer Wander-Bläuling, Langschwänziger Bläuling | Lampides boeticus (Linnaeus, 1767)                                                          | Lampides boeticus – Flügelunterseite        | Lampides boeticus – Weibchen        | Lampides boeticus – Männchen        | Lampides boeticus – Raupe      |                                                                                              | [ 154 ] | NE        |
| weitere Bilder                        | Kleiner Wanderbläuling, Kleiner Wander-Bläuling | Leptotes pirithous (Linnaeus, 1767)                                                         | Leptotes pirithous – Flügelunterseite       | Leptotes pirithous – Weibchen       | Leptotes pirithous – Männchen       |                                |                                                                                              | [ 155 ] | NE        |
| weitere Bilder                        | Violetter Feuerfalter | Lycaena alciphron (Rottemburg, 1775)                                                        | Lycaena alciphron – Flügelunterseite        |                                     | Lycaena alciphron – Männchen        |                                |                                                                                              | [ 156 ] | EN        |
| weitere Bilder                        | Großer Feuerfalter | Lycaena dispar (Haworth, 1802)                                                              | Lycaena dispar – Flügelunterseite           | Lycaena dispar – Weibchen           | Lycaena dispar – Männchen           |                                |                                                                                              | [ 157 ] | LC        |
| weitere Bilder                        | Blauschillernder Feuerfalter | Lycaena helle (Denis & Schiffermüller, 1775)                                                | Lycaena helle – Flügelunterseite            | Lycaena helle – Weibchen            | Lycaena helle – Männchen            |                                |                                                                                              | [ 158 ] | CR        |
| weitere Bilder                        | Lilagold-Feuerfalter | Lycaena hippothoe (Linnaeus, 1761)                                                          | Lycaena hippothoe – Flügelunterseite        | Lycaena hippothoe – Weibchen        | Lycaena hippothoe – Männchen        |                                |                                                                                              | [ 159 ] | NT        |
| weitere Bilder                        | Kleiner Feuerfalter | Lycaena phlaeas (Linnaeus, 1761)                                                            | Lycaena phlaeas – Flügelunterseite          | Lycaena phlaeas – Weibchen          | Lycaena phlaeas – Männchen          | Lycaena phlaeas – Raupe        |                                                                                              | [ 160 ] | LC        |
| weitere Bilder                        | Südöstlicher Feuerfalter | Lycaena thersamon (Esper, 1784)                                                             | Lycaena thersamon – Flügelunterseite        | Lycaena thersamon – Weibchen        | Lycaena thersamon – Männchen        |                                |                                                                                              | [ 161 ] | RE        |
| weitere Bilder                        | Brauner Feuerfalter, Schwefelvögelchen | Lycaena tityrus (Poda, 1761)                                                                | Lycaena tityrus – Flügelunterseite          | Lycaena tityrus – Weibchen          | Lycaena tityrus – Männchen          |                                |                                                                                              | [ 162 ] | LC        |
| weitere Bilder                        | Dukatenfalter, Dukaten-Feuerfalter | Lycaena virgaureae (Linnaeus, 1758)                                                         | Lycaena virgaureae – Flügelunterseite       | Lycaena virgaureae – Weibchen       | Lycaena virgaureae – Männchen       |                                |                                                                                              | [ 163 ] | NT        |
| weitere Bilder                        | Himmelblauer Bläuling | Lysandra bellargus, Syn.: Polyommatus bellargus (Rottemburg, 1775)                          | Lysandra bellargus – Flügelunterseite       | Lysandra bellargus – Weibchen       | Lysandra bellargus – Männchen       |                                |                                                                                              | [ 164 ] | NT        |
| weitere Bilder                        | Silbergrüner Bläuling | Lysandra coridon, Syn.: Polyommatus coridon (Poda, 1761)                                    | Lysandra coridon – Flügelunterseite         | Lysandra coridon – Weibchen         | Lysandra coridon – Männchen         |                                |                                                                                              | [ 165 ] | NT        |
| weitere Bilder                        | Lungenenzian-Ameisenbläuling, Lungenenzian-Ameisen-Bläuling, Kleiner Moorbläuling | Phengaris alcon, Syn.: Maculinea alcon (Denis & Schiffermüller, 1775)                       | Phengaris alcon – Flügelunterseite          |                                     |                                     |                                |                                                                                              | [ 166 ] | VU        |
| weitere Bilder                        | Quendel-Ameisenbläuling, Schwarzgefleckter Bläuling, Thymian-Ameisenbläuling, Schwarzfleckiger Ameisen-Bläuling, Thymian-Bläuling                                                                       | Phengaris arion, Syn.: Maculinea arion (Linnaeus, 1758)                                     | Phengaris arion – Flügelunterseite          | Phengaris arion – Weibchen          | Phengaris arion – Männchen          |                                | Phengaris arion – Verbreitung                                                                | [ 167 ] | NT        |
| weitere Bilder                        | Dunkler Wiesenknopf-Ameisenbläuling, Dunkler Wiesenknopf-Ameisen-Bläuling, Schwarzblauer Bläuling, Schwarzblauer Moorbläuling                                                                           | Phengaris nausithous, Syn.: Maculinea nausithous (Bergsträsser, 1779)                       | Phengaris nausithous – Flügelunterseite     |                                     | Phengaris nausithous – Männchen     |                                |                                                                                              | [ 168 ] | VU        |
| weitere Bilder                        | Kreuzenzian-Ameisenbläuling, Kreuzenzian-Ameisen-Bläuling | Phengaris rebeli, Syn.: Maculinea rebeli (Hirschke, 1904)                                   | Phengaris rebeli – Flügelunterseite         |                                     |                                     |                                |                                                                                              |         | DD        |
| weitere Bilder                        | Heller Wiesenknopf-Ameisenbläuling, Heller Wiesenknopf-Ameisen-Bläuling | Phengaris teleius, Syn.: Maculinea teleius (Bergsträsser, 1779)                             | Phengaris teleius – Flügelunterseite        | Phengaris teleius – Weibchen        |                                     | Phengaris teleius – Raupe      | Phengaris teleius – Verbreitung                                                              | [ 169 ] | VU        |
| weitere Bilder                        | Geißklee-Bläuling, Argus-Bläuling | Plebejus argus (Linnaeus, 1758)                                                             | Plebejus argus – Flügelunterseite           | Plebejus argus – Weibchen           | Plebejus argus – Männchen           | Plebejus argus – Raupe         |                                                                                              | [ 170 ] | NT        |
| weitere Bilder                        | Kronwicken-Bläuling | Plebejus argyrognomon (Bergsträsser, 1779)                                                  | Plebejus argyrognomon – Flügelunterseite    | Plebejus argyrognomon – Weibchen    | Plebejus argyrognomon – Männchen    |                                |                                                                                              | [ 171 ] | NT        |
| weitere Bilder                        | Idas-Bläuling, Ginster-Bläuling | Plebejus idas (Linnaeus, 1761)                                                              | Plebejus idas – Flügelunterseite            | Plebejus idas – Weibchen            | Plebejus idas – Männchen            |                                |                                                                                              | [ 172 ] | VU        |
| weitere Bilder                        | Östlicher Esparsetten-Bläuling | Polyommatus admetus (Esper, 1785)                                                           | Polyommatus admetus – Flügelunterseite      | Polyommatus admetus – Weibchen      |                                     |                                |                                                                                              | [ 173 ] | RE        |
| weitere Bilder                        | Vogelwicken-Bläuling | Polyommatus amandus (Schneider, 1792)                                                       | Polyommatus amandus – Flügelunterseite      | Polyommatus amandus – Weibchen      | Polyommatus amandus – Männchen      |                                |                                                                                              | [ 174 ] | LC        |
| weitere Bilder                        | Weißdolch-Bläuling, Großer Esparsetten-Bläuling, Grünblauer Bläuling | Polyommatus damon (Denis & Schiffermüller, 1775)                                            | Polyommatus damon – Flügelunterseite        | Polyommatus damon – Weibchen        |                                     |                                |                                                                                              | [ 175 ] | EN        |
| weitere Bilder                        | Zahnflügel-Bläuling | Polyommatus daphnis (Denis & Schiffermüller, 1775)                                          | Polyommatus daphnis – Flügelunterseite      | Polyommatus daphnis – Weibchen      | Polyommatus daphnis – Männchen      |                                |                                                                                              | [ 176 ] | VU        |
| weitere Bilder                        | Wundklee-Bläuling | Polyommatus dorylas (Denis & Schiffermüller, 1775)                                          | Polyommatus dorylas – Flügelunterseite      |                                     | Polyommatus dorylas – Männchen      |                                |                                                                                              | [ 177 ] | VU        |
| weitere Bilder                        | Eros-Bläuling | Polyommatus eros (Ochsenheimer, 1808)                                                       | Polyommatus eros – Flügelunterseite         |                                     | Polyommatus eros – Männchen         |                                |                                                                                              | [ 178 ] | NT        |
| weitere Bilder                        | Hauhechel-Bläuling, Gemeiner Bläuling | Polyommatus icarus (Rottemburg, 1775)                                                       | Polyommatus icarus – Flügelunterseite       | Polyommatus icarus – Weibchen       | Polyommatus icarus – Männchen       |                                |                                                                                              | [ 179 ] | LC        |
| weitere Bilder                        | Kleiner Esparsetten-Bläuling, Esparsetten-Bläuling | Polyommatus thersites (Cantener, 1834)                                                      | Polyommatus thersites – Flügelunterseite    | Polyommatus thersites – Weibchen    | Polyommatus thersites – Männchen    |                                |                                                                                              | [ 180 ] | VU        |
| weitere Bilder                        | Graublauer Bläuling | Pseudophilotes baton (Bergsträsser, 1779)                                                   | Pseudophilotes baton – Flügelunterseite     | Pseudophilotes baton – Weibchen     |                                     |                                |                                                                                              | [ 181 ] | CR        |
| weitere Bilder der Art                | Thymian-Bläuling | Pseudophilotes vicrama schiffermuelleri (Hemming, 1929)                                     | Pseudophilotes vicrama – Flügelunterseite   |                                     |                                     |                                |                                                                                              | Art:    | EN        |
| weitere Bilder                        | Kleiner Schlehen-Zipfelfalter, Akazien-Zipfelfalter, Krüppelschlehen-Zipfelfalter | Satyrium acaciae (Fabricius, 1787)                                                          | Satyrium acaciae – Flügelunterseite         |                                     |                                     |                                |                                                                                              | [ 183 ] | VU        |
| weitere Bilder                        | Brauner Eichen-Zipfelfalter, Eichen-Zipfelfalter | Satyrium ilicis (Esper, 1779)                                                               | Satyrium ilicis – Flügelunterseite          |                                     |                                     | Satyrium ilicis – Raupe        |                                                                                              | [ 184 ] | VU        |
| weitere Bilder                        | Pflaumen-Zipfelfalter | Satyrium pruni (Linnaeus, 1758)                                                             | Satyrium pruni – Flügelunterseite           | Satyrium pruni – Weibchen           |                                     | Satyrium pruni – Raupe         |                                                                                              | [ 185 ] | NT        |
| weitere Bilder                        | Kreuzdorn-Zipfelfalter | Satyrium spini (Denis & Schiffermüller, 1775)                                               | Satyrium spini – Flügelunterseite           |                                     | Satyrium spini – Männchen           |                                |                                                                                              | [ 186 ] | NT        |
| weitere Bilder                        | Ulmen-Zipfelfalter | Satyrium w-album (Knoch, 1782)                                                              | Satyrium w-album – Flügelunterseite         |                                     |                                     | Satyrium w-album – Raupe       |                                                                                              | [ 187 ] | VU        |
| weitere Bilder                        | Fetthennen-Bläuling | Scolitantides orion (Pallas, 1771)                                                          | Scolitantides orion – Flügelunterseite      | Scolitantides orion – Weibchen      |                                     |                                |                                                                                              | [ 188 ] | VU        |
| weitere Bilder                        | Nierenfleck-Zipfelfalter, Birken-Zipfelfalter | Thecla betulae (Linnaeus, 1758)                                                             | Thecla betulae – Flügelunterseite           | Thecla betulae – Weibchen           | Thecla betulae – Männchen           |                                |                                                                                              | [ 189 ] | NT        |
| Familie: Dickkopffalter (Hesperiidae) | |                                                                                             |                                             |                                     |                                     |                                |                                                                                              |         |           |
| weitere Bilder                        | Malven-Dickkopffalter | Carcharodus alceae (Esper, 1780)                                                            | Carcharodus alceae – Flügelunterseite       | Carcharodus alceae – Weibchen       |                                     | Carcharodus alceae – Raupe     |                                                                                              | [ 190 ] | NT        |
| weitere Bilder                        | Gelbwürfeliger Dickkopffalter, Bunter Dickkopffalter | Carterocephalus palaemon (Pallas, 1771)                                                     | Carterocephalus palaemon – Flügelunterseite |                                     | Carterocephalus palaemon – Männchen |                                |                                                                                              | [ 191 ] | LC        |
| weitere Bilder                        | Kronwicken-Dickkopffalter | Erynnis tages (Linnaeus, 1758)                                                              | Erynnis tages – Flügelunterseite            |                                     | Erynnis tages – Männchen            |                                |                                                                                              | [ 192 ] | LC        |
| weitere Bilder                        | Komma-Dickkopffalter | Hesperia comma (Linnaeus, 1758)                                                             | Hesperia comma – Flügelunterseite           | Hesperia comma – Weibchen           | Hesperia comma – Männchen           |                                |                                                                                              | [ 193 ] | LC        |
| weitere Bilder                        | Spiegelfleck-Dickkopffalter | Heteropterus morpheus (Pallas, 1771)                                                        | Heteropterus morpheus – Flügelunterseite    |                                     |                                     |                                |                                                                                              | [ 194 ] | NT        |
| weitere Bilder                        | Heilziest-Dickkopffalter, Eibischfalter, Heilziest-Dickkopf | Muschampia floccifera, Syn.: Carcharodus floccifera, Carcharodus flocciferus (Zeller, 1847) | Muschampia floccifera – Flügelunterseite    |                                     |                                     |                                |                                                                                              | [ 195 ] | EN        |
| weitere Bilder                        | Loreley-Dickkopffalter, Bergziest-Dickkopffalter, Ziest-Dickkopffalter, Grünlicher Dickkopffalter | Muschampia lavatherae, Syn.: Carcharodus lavatherae (Esper, 1783)                           | Muschampia lavatherae – Flügelunterseite    |                                     |                                     |                                |                                                                                              | [ 196 ] | CR        |
| weitere Bilder                        | Rostfarbiger Dickkopffalter | Ochlodes sylvanus (Esper, 1777)                                                             | Ochlodes sylvanus – Flügelunterseite        | Ochlodes sylvanus – Weibchen        | Ochlodes sylvanus – Männchen        | Ochlodes sylvanus – Raupe      | Ochlodes sylvanus – Verbreitung                                                              | [ 197 ] | LC        |
| weitere Bilder                        | Sonnenröschen-Würfel-Dickkopffalter, Halbwürfelfleckfalter, Halbwürfelfalter, Berggrasheiden-Dickkopf, Sonnenröschen-Puzzlefalter                                                                       | Pyrgus alveus (Hübner, 1803)                                                                | Pyrgus alveus – Flügelunterseite            |                                     |                                     |                                |                                                                                              | [ 198 ] | VU        |
| weitere Bilder der Art                | Verkannter Würfel-Dickkopffalter | Pyrgus alveus trebevicensis, Syn.: Pyrgus trebevicensis (Warren, 1926)                      |                                             |                                     |                                     |                                |                                                                                              |         | DD        |
| weitere Bilder                        | Graumelierter Alpen-Würfel-Dickkopffalter, Andromeda-Dickkopffalter, Andromeda-Dickkopf, Andromeda-Würfel-Dickkopffalter                                                                                | Pyrgus andromedae (Wallengren, 1853)                                                        | Pyrgus andromedae – Flügelunterseite        |                                     |                                     |                                |                                                                                              | [ 199 ] | LC        |
| weitere Bilder                        | Zweibrütiger Würfel-Dickkopffalter, Zweibrütiger Puzzlefalter | Pyrgus armoricanus (Oberthür, 1910)                                                         | Pyrgus armoricanus – Flügelunterseite       |                                     |                                     |                                |                                                                                              | [ 200 ] | EN        |
| weitere Bilder                        | Fahlfleckiger Alpen-Würfeldickkopf, Kleinwürfliger Würfelfalter, Kleinwürfeliger Dickkopffalter, Alpendickkopffalter, Alpendickkopf, Alpen-Würfeldickkopffalter, Alpen-Würfel-Dickkopffalter            | Pyrgus cacaliae (Rambur, 1839)                                                              | Pyrgus cacaliae – Flügelunterseite          |                                     |                                     |                                |                                                                                              | [ 201 ] | LC        |
| weitere Bilder                        | Ockerfarbiger Würfel-Dickkopffalter, Südwestalpen-Würfeldickkopf | Pyrgus carlinae (Rambur, 1839)                                                              | Pyrgus carlinae – Flügelunterseite          |                                     |                                     |                                |                                                                                              | [ 202 ] | DD        |
| weitere Bilder                        | Steppenheiden-Würfel-Dickkopffalter, Steppenheiden-Würfeldickkopf, Steppenheiden-Puzzlefalter | Pyrgus carthami (Hübner, 1813)                                                              | Pyrgus carthami – Flügelunterseite          |                                     |                                     |                                |                                                                                              | [ 203 ] | EN        |
| weitere Bilder                        | Spätsommer-Würfel-Dickkopffalter | Pyrgus cirsii (Rambur, 1839)                                                                | Pyrgus cirsii – Flügelunterseite            |                                     |                                     |                                |                                                                                              | [ 204 ] | RE        |
| weitere Bilder                        | Kleiner Würfel-Dickkopffalter, Malven-Würfelfleck | Pyrgus malvae (Linnaeus, 1758)                                                              | Pyrgus malvae – Flügelunterseite            |                                     |                                     |                                |                                                                                              | [ 205 ] | LC        |
| weitere Bilder                        | Westlicher Würfel-Dickkopffalter | Pyrgus malvoides (Elwes & Edwards, 1897)                                                    | Pyrgus malvoides – Flügelunterseite         |                                     | Pyrgus malvoides – Männchen         |                                |                                                                                              | [ 206 ] | NT        |
| weitere Bilder                        | Ambossfleck-Würfel-Dickkopffalter, Amboßfleck-Würfel-Dickkopffalter, Südwestlicher Würfeldickkopf | Pyrgus onopordi (Rambur, 1839)                                                              | Pyrgus onopordi – Flügelunterseite          |                                     |                                     |                                |                                                                                              | [ 207 ] | DD        |
| weitere Bilder                        | Schwarzbrauner Würfel-Dickkopffalter | Pyrgus serratulae (Rambur, 1839)                                                            | Pyrgus serratulae – Flügelunterseite        |                                     |                                     |                                |                                                                                              | [ 208 ] | VU        |
| weitere Bilder                        | Alpen-Sonnenröschen-Würfel-Dickkopffalter, Warrens Würfel-Dickkopffalter, Warren-Würfelfalter | Pyrgus warrenensis (Verity, 1928)                                                           |                                             |                                     |                                     |                                |                                                                                              | [ 209 ] | NT        |
| weitere Bilder                        | Südöstlicher Würfel-Dickkopffalter | Spialia orbifer (Hübner, 1823)                                                              | Spialia orbifer – Flügelunterseite          |                                     |                                     |                                |                                                                                              | [ 210 ] | RE        |
| weitere Bilder                        | Roter Würfel-Dickkopffalter | Spialia sertorius (Hoffmannsegg, 1804)                                                      | Spialia sertorius – Flügelunterseite        |                                     | Spialia sertorius – Männchen        |                                |                                                                                              | [ 211 ] | VU        |
| weitere Bilder                        | Mattscheckiger Braun-Dickkopffalter | Thymelicus acteon (Rottemburg, 1775)                                                        | Thymelicus acteon – Flügelunterseite        | Thymelicus acteon – Weibchen        | Thymelicus acteon – Männchen        |                                |                                                                                              | [ 212 ] | EN        |
| weitere Bilder                        | Schwarzkolbiger Braun-Dickkopffalter | Thymelicus lineola (Ochsenheimer, 1808)                                                     | Thymelicus lineola – Flügelunterseite       | Thymelicus lineola – Weibchen       | Thymelicus lineola – Männchen       | Thymelicus lineola – Raupe     |                                                                                              | [ 213 ] | LC        |
| weitere Bilder                        | Braunkolbiger Braun-Dickkopffalter | Thymelicus sylvestris (Poda, 1761)                                                          | Thymelicus sylvestris – Flügelunterseite    | Thymelicus sylvestris – Weibchen    | Thymelicus sylvestris – Männchen    |                                |                                                                                              | [ 214 ] | LC        |